# Бајрон Келехер
Бајрон Келехер (енгл. Byron Kelleher; 3. децембар 1976) бивши је професионални новозеландски рагбиста. Родио се и одрастао је у граду Данидину, на самом југу, јужног острва. Играо је за Отаго у првој лиги Новог Зеланда и за Хајлендерсе у супер рагбију. У сезони 1999, бриљирао је у дресу Хајлендерса и проглашен је најбољег рагбисту за ту годину. После 5 година у Хајлендерсима, играо је за Чифсе. Након светског првенства у Француској 2007, прешао је у Ажен, али када је тај француски клуб испао у другу лигу, Келехер је потписао за највећи француски рагби клуб Стад Тулуз. У сезони 2007-2008, проглашен је за најбољег играча Топ 14. Са Тулузом је освојио титулу првака Француске и титулу првака Европе. За селекцију Новог Зеланда постигао је 8 есеја у 57 тест мечева. Играо је за Ол блексе на три светска првенства (1999, 2003, 2007). После играчке каријере, коју је окончао у Стад Франсу, почео је да ради као спортски коментатор. Од 2004. до 2006, био је у вези са порно глумицом Кајлани Леји. После тога, био је у вези са Жули Новис, ћерком менаџера Тулуза. Ван терена је правио проблема, неколико пута је био умешан у инциденте, везане за алкохолизам, туче и брзу вожњу.